# Los cuatro momentos del día

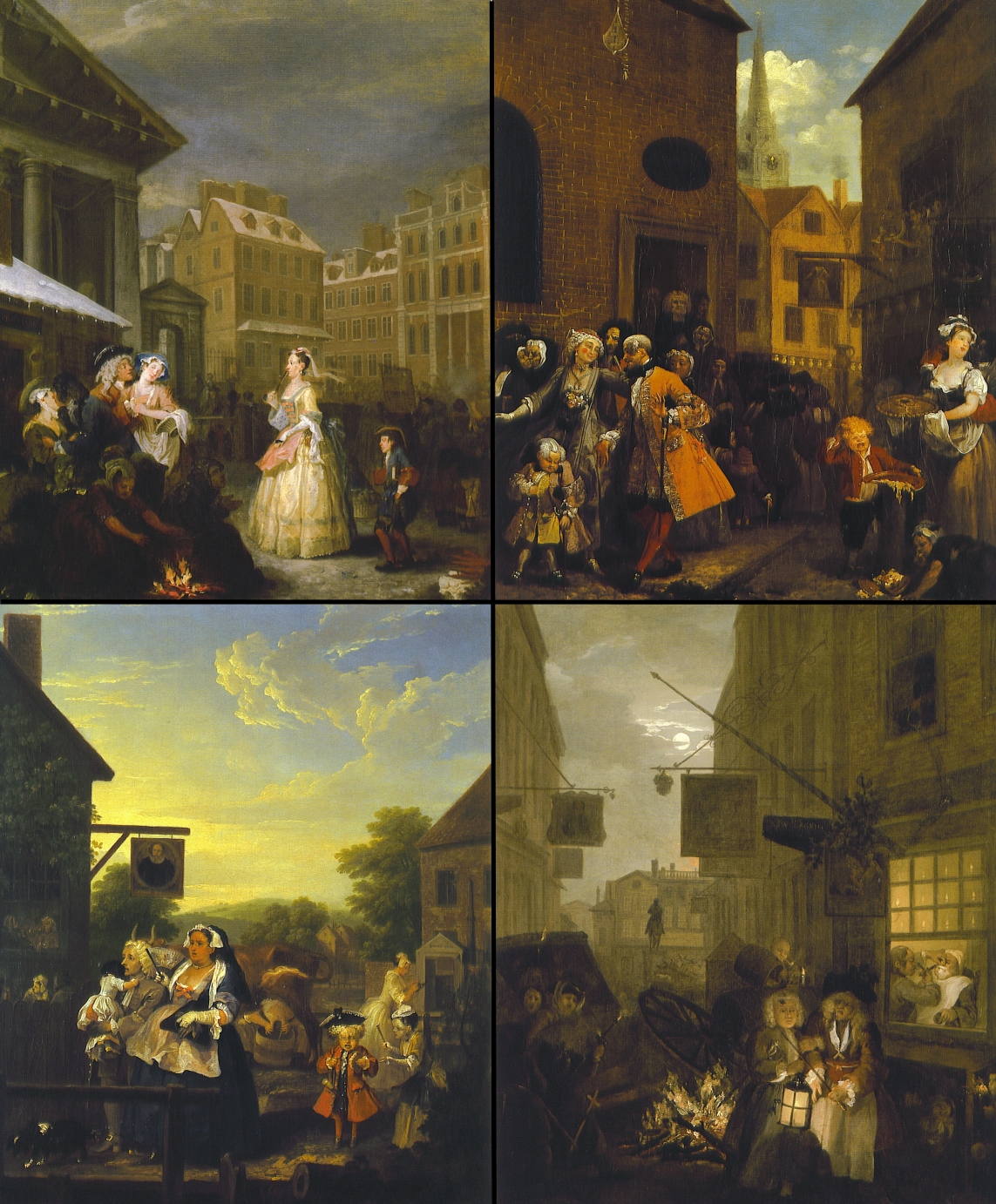
Los cuadros de Los cuatro momentos del día (en sentido de las agujas del reloj, empezando arriba a la izquierda: Mañana, Mediodía, Noche y Tarde)

Los cuatro momentos del día es una serie de cuatro cuadros del artista inglés William Hogarth. Completados en 1736, fueron reproducidos como una serie de cuatro grabados publicados en 1738. Son representaciones humorísticas de la vida en las calles de Londres, las particularidades de la moda, y la interacción entre ricos y pobres. A diferencia de otras series de Hogarth como La carrera de una prostituta, La vida de un libertino, Industriosidad y pereza, y Las cuatro etapas de crueldad, ésta no representa la historia de individuos concretos, sino que se muestra a la sociedad urbana en su conjunto. La intención de Hogarth en esta serie no era didáctica sino humorística; los cuadros no juzgan si son los pobres o los ricos los que merecen la simpatía del espectador: mientras que las clases media y alta son el centro de atención en cada escena, hay menos comparaciones morales que en otros de sus trabajos.
Las cuatro partes de la obra muestran situaciones de la vida diaria en varios lugares de Londres a medida que avanza el día. En Mañana una solterona remilgada se dirige hacia la iglesia en Covent Garden, cruzándose con los juerguistas de la noche anterior; en Noche se ven dos culturas diferentes en lados opuestos de una calle en St Giles; Tarde muestra una familia de tintoreros acalorados y molestos de su viaje al teatro Sadler's Wells; en Noche personajes de dudosa reputación rodean a un francmasón borracho que se tambalea camino de su casa, cerca de Charing Cross.

## Trasfondo
Los cuatro momentos del día fue el primer conjunto de cuadros que Hogarth publicó después de sus dos grandes éxitos, La carrera de una prostituta (1732) y La vida de un libertino (1735). Fue también uno de los primeros grabados posteriores al Acta de Derechos de Autor en Grabados de 1734 (que Hogarth había ayudado a pasar a través del Parlamento); La vida de un libertino ya se había beneficiado de la protección ofrecida por la nueva ley. A diferencia de los dos ciclos de cuadros mencionados, Los cuatro momentos del día no forma una secuencia narrativa lineal, y ninguno de los personajes aparece en más de una escena. Hogarth concibió la serie para "representar de una forma humorística, mañana, mediodía, tarde y noche".

Hogarth tomó como inspiración para la serie las sátiras clásicas de Horacio y Juvenal, a través de sus homólogos en la literatura augusta, particularmente los poemas Trivia de John Gay, Descripción de una ciudad y Descripción de una mañana de Jonathan Swift. Sus modelos artísticos vienen de otras series de "momentos del día", "las estaciones" y "etapas del hombre", como por ejemplo las de Nicolas Poussin y Nicholas Lancret, y escenas pastoriles, ejecutándolas de forma muy particular al transferirlas a la ciudad. Otra de sus influencias se encuentra en el estilo flamenco conocido como points du jour, en el que los dioses clásicos aparecían suspendidos sobre escenas bucólicas de pastores idealizados, con la diferencia de que en las obras de Hogarth los dioses reaparecen en la forma de personajes principales: en Mañana, la dama devota aparece como una Aurora indiferente; en Mediodía, la chica con el pastel como una bella Venus londinense; en Tarde, la mujer embarazada parece representar una Diana sudorosa; en Noche, el francmasón a un Plutón borracho. 

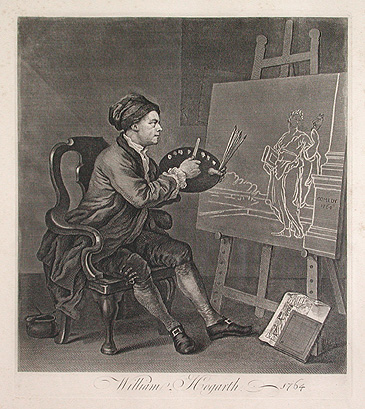
Autorretrato (1758)

Hogarth diseñó la serie por encargo de Jonathan Tyers en 1736, para la decoración de los jardines Vauxhall de Londres. Se cree que fue el propio Hogarth el que sugirió que los jardines fueran adornados con cuadros; entre los trabajos expuestos cuando la renovación se llevó a cabo se incluyen las pinturas de Enrique VIII y Ana Bolena hechas por él mismo. Los originales de Los cuatro momentos del día fueron vendidos a otros coleccionistas, pero las escenas fueron reproducidas por Francis Hayman, y dos de ellas, Tarde y Noche, permanecieron expuestas en los jardines hasta 1782.
Debido a la naturaleza del procedimiento de impresión, los grabados son copias invertidas de los cuadros, lo cual lleva a confundir la hora que señalan los relojes en algunas de las escenas. Las imágenes son a menudo percibidas como una parodia del estilo de vida de la clase media londinense de la época, pero los juicios morales no son tan severos como en otros trabajos de Hogarth, y las clases bajas tampoco escapan a la caricatura. Algunos ven en la obra el tema de orden contra caos. Las cuatro placas muestran cuatro momentos diferentes del día, pero también se ve un cambio de estación: Mañana transcurre en invierno, Mediodía en primavera, y Tarde en verano. Sin embargo, Noche—a veces erróneamente situada en septiembre—no tiene lugar en otoño, sino en mayo (particularmente, en la festividad con que se conmemoraba la restauración de la monarquía inglesa).
Tarde es obra de Bernard Baron, un grabador francés residente en Londres, y, aunque los diseños eran de Hogarth, se desconoce si grabó alguna de las placas él mismo. Las copias fueron vendidas, junto a una quinta imagen, Actrices ambulantes vistiéndose en un granero vía subscripción por una guinea. Después de las suscripciones, el precio subió a cinco chelines por copia, haciendo los cinco grabados cuatro chelines más caros en total. Aunque "Actrices ambulantes vistiéndose en un granero" no tenía relación directa con las otras obras, parece que Hogarth las concibió desde el principio para venderse juntas, de la misma forma que ya había incluido Southwark Fair en los pedidos de La vida de un libertino. Mientras que los personajes de "Los cuatro momentos" representan sus papeles sin ser conscientes de estar interpretando, la compañía de actrices en "Actrices ambulantes" son perfectamente conscientes de la diferencia entre la vida real y el papel que les ha sido asignado. Representaciones de Aurora y Diana pueden encontrarse en ambos trabajos.
Hogarth anunció la venta de los grabados en mayo de 1737, de nuevo en enero del año siguiente; finalmente salieron al mercado el 26 de abril de 1738. Los cuadros se vendieron individualmente en una subasta el 25 de enero de 1745, junto con los originales de La carrera de una prostituta, La vida de un libertino y Actrices de paseo vistiéndose en un granero Sir William Heathcote adquirió Mañana y Noche por 20 guineas y 20 guineas con 6 chelines, respectivamente, y el Duque de Ancaster compró Mediodía por 38 guineas con 17 chelines y Tarde por 39 con 18. Un estudio preliminar para Mañana, con algunas diferencias respecto al cuadro, se vendió en una subasta posterior por 21 guineas.